# Parafia Wniebowzięcia Najświętszej Maryi Panny w Puchaczowie
Parafia Wniebowzięcia Najświętszej Maryi Panny w Puchaczowie - parafia rzymskokatolicka w Puchaczowie, należąca do archidiecezji lubelskiej i Dekanatu Łęczna. Została erygowana w 1533 roku. Parafię prowadzą księża diecezjalni.